# ノルベルト・クレープス
ノルベルト・クレープス（Norbert Krebs、1876年8月29日 - 1947年12月5日）は、オーストリアの地理学者、大学教員。クレープスは地理学の地誌学的指向性を典型的に代表する人物とされており、その研究の焦点は地形学や「生存圏」概念などに置かれていた。

## 生涯
クレープスは、1896年から1902年にかけてウィーン大学でアルブレヒト・ペンクとエドアルト・ジュースに師事して地理学を学び、歴史学も修め、1900年に「Die nördlichen Alpen zwischen Enns, Mürz und Traisen（エンス、ミュルツ、トライゼン間の北部アルプス）」により博士号を取得した。1907年には、イストリア半島についての業績により、大学教授資格を得た。中等教育学校の教員として働きながら、1909年からは地理学の私講師としてウィーン大学でも教鞭を執った。1917年、ヴュルツブルク大学の正教授となり、1918年にフランクフルト大学、1920年にはフライブルク大学に転じた。1927年には、かつての師であるアルブレヒト・ペンクの後任者としてベルリン大学の地理学正教授となり、1943年まで在職した。
1937年、クレーブスはプロイセン科学アカデミーの代表として記念碑的な著作『Atlas des deutschen Lebensraumes in Mitteleuropa（中央ヨーロッパにおけるドイツ人生存圏の地図帳）』を出版し、その中で大ドイツの諸理念、さらに、統一された「ドイツ文化圏」、「生存圏」の概念を広めた。ドイツ民族による連続した中央ヨーロッパ地域の領有権の主張には、ロシアからイングランド、デンマークからイタリアまでの領域が含まれ、クレーブスはこれを「言語と文化によって統一された空間」と要約した。クレーブスと彼のかつての師であるペンクは、生物学的生存圏概念の創出に関わり、この概念は後にナチス政権によって、「東方生存圏 (Lebensraum im Oste)」という用語の下で入植定住と領土拡張政策の原型として使用された。
1943年から1946年、クレープスはウィーン近郊のクリッツェンドルフに住んでいた。1946年にはベルリン大学に戻り、再び教授職に復帰した。
クレープスの主要な著作としては、このほかにも、1928年の『Die Ostalpen und das heutige Österreich（東部アルプスと今日のオーストリア）』、1939年の『Vorderindien und Ceylon（西部インドとセイロン）』、さらに死後出版された『Vergleichende Länderkunde（比較地誌学）』がある。また『Anthropogeographie（人類地理学）』は、辻村太郎と能登志雄の共訳により1936年に日本語版が出版された。

## 受賞と栄誉
クレーブスは国立科学アカデミー・レオポルディーナ会員（1926年）、オーストリア科学アカデミー通信会員（1934年5月）、プロイセン科学アカデミー正会員（1934年）、ユーゴスラビア科学アカデミー会員であった。
1954年、ウィーンのフロリズドルフ区にあるノルベルト・クレーブス通り (Norbert-Krebs-Gasse) が、彼に因んで名付けられた。